# أولاد لحسن او موسى (ملال)
أولاد لحسن او موسى هو دُوَّار يقع بجماعة اڭزناية الجنوبية، إقليم تازة، جهة فاس مكناس في المملكة المغربية. ينتمي الدوّار لمشيخة ملال التي تضم 6 دواوير. يقدر عدد سكانه بـ 239 نسمة حسب الإحصاء الرسمي للسكان والسكنى لسنة 2004.

## روابط خارجية
- البوابة الوطنية للجماعات الترابية
- المندوبية السامية للتخطيط